# 75 mm armata Ehrhardt model 1901
75 mm armata Ehrhardt model 1901 (Ehrhardt 7,5 cm modell 1901) – norweska armata polowa, zaprojektowana i wyprodukowana w Cesarstwie Niemieckim jako pierwsze nowoczesne działo polowe armii norweskiej. Używane przez Norwegię i Finlandię w okresie II wojny światowej; zdobyczne egzemplarze wykorzystywała także armia niemiecka.
Działo wyposażone było w jednoogonowe łoże i tarczę ochronną (czasem demontowaną). Ważyło 1037 kg w pozycji bojowej (inne źródła: 1023 kg), a 1773 kg w konfiguracji transportowej. Strzelało granatami burzącymi o masie 6,5 kg na maksymalny dystans 10600 m (S. Pataj podaje wartość tylko 6000 m).
Norwegia kupiła 132 działa i były one podstawową bronią artyleryjską armii norweskiej do początku II wojny światowej. Po klęsce Norwegii ocalałe działa przejęli Niemcy, którzy używali ich pod nazwą 7,5 cm FK 246(n).
W czasie wojny zimowej Norwegia dostarczyła Finom 12 tych dział, wraz z 7,2 tys. sztuk amunicji, z których 11 zostało wcielonych do 9 pułku artylerii polowej. Po klęsce Norwegii, Niemcy przekazali Finom znaczne zapasy zdobycznej amunicji i działa były wykorzystywane podczas wojny kontynuacyjnej wpierw przez artylerię forteczną, a następnie artylerię nadbrzeżną. W służbie fińskiej nosiły one oznaczenie 75 K/01 i wystrzeliły ponad 36 tys. pocisków.

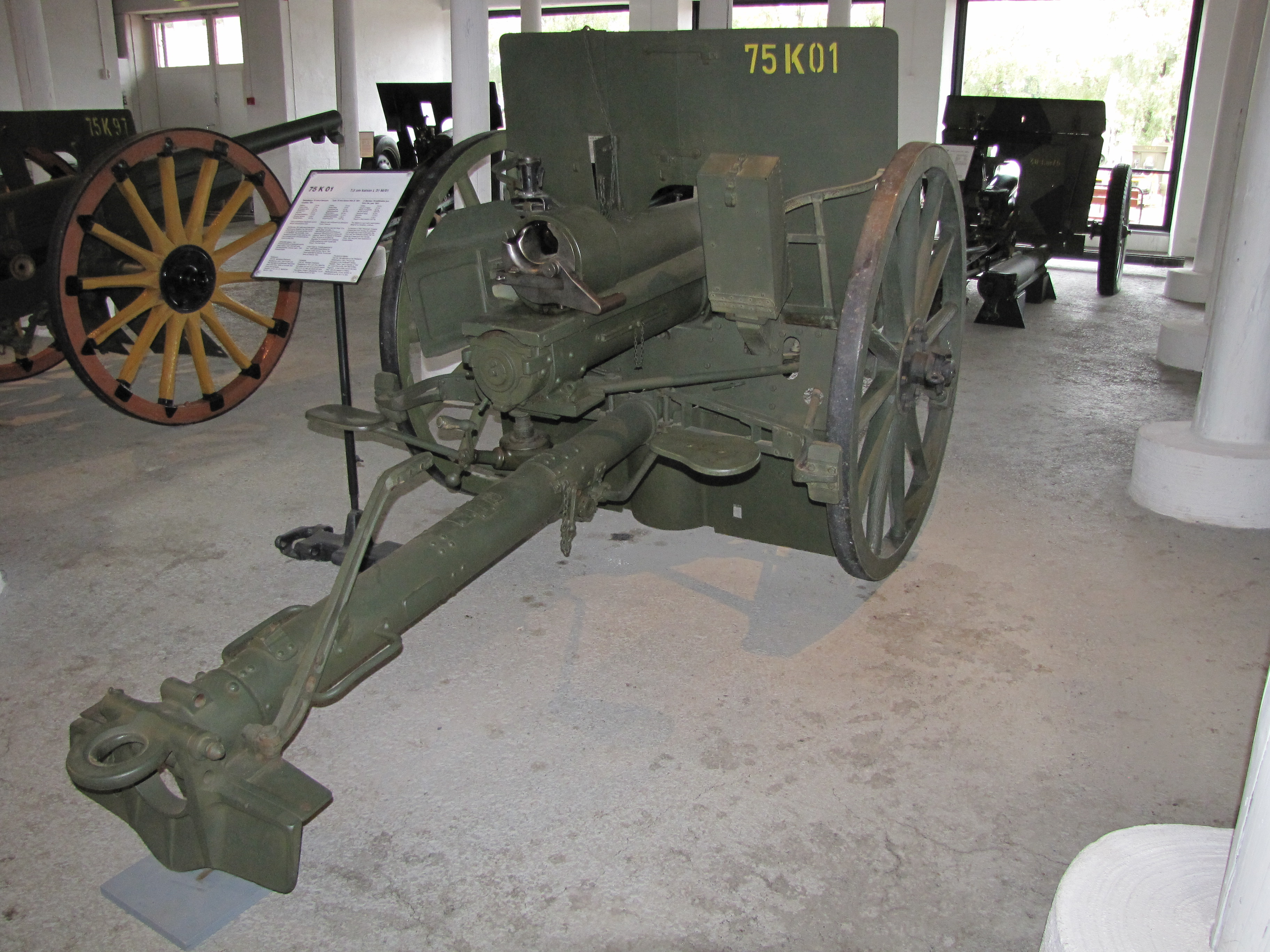
Widok od tyłu, na pojedynczy ogon
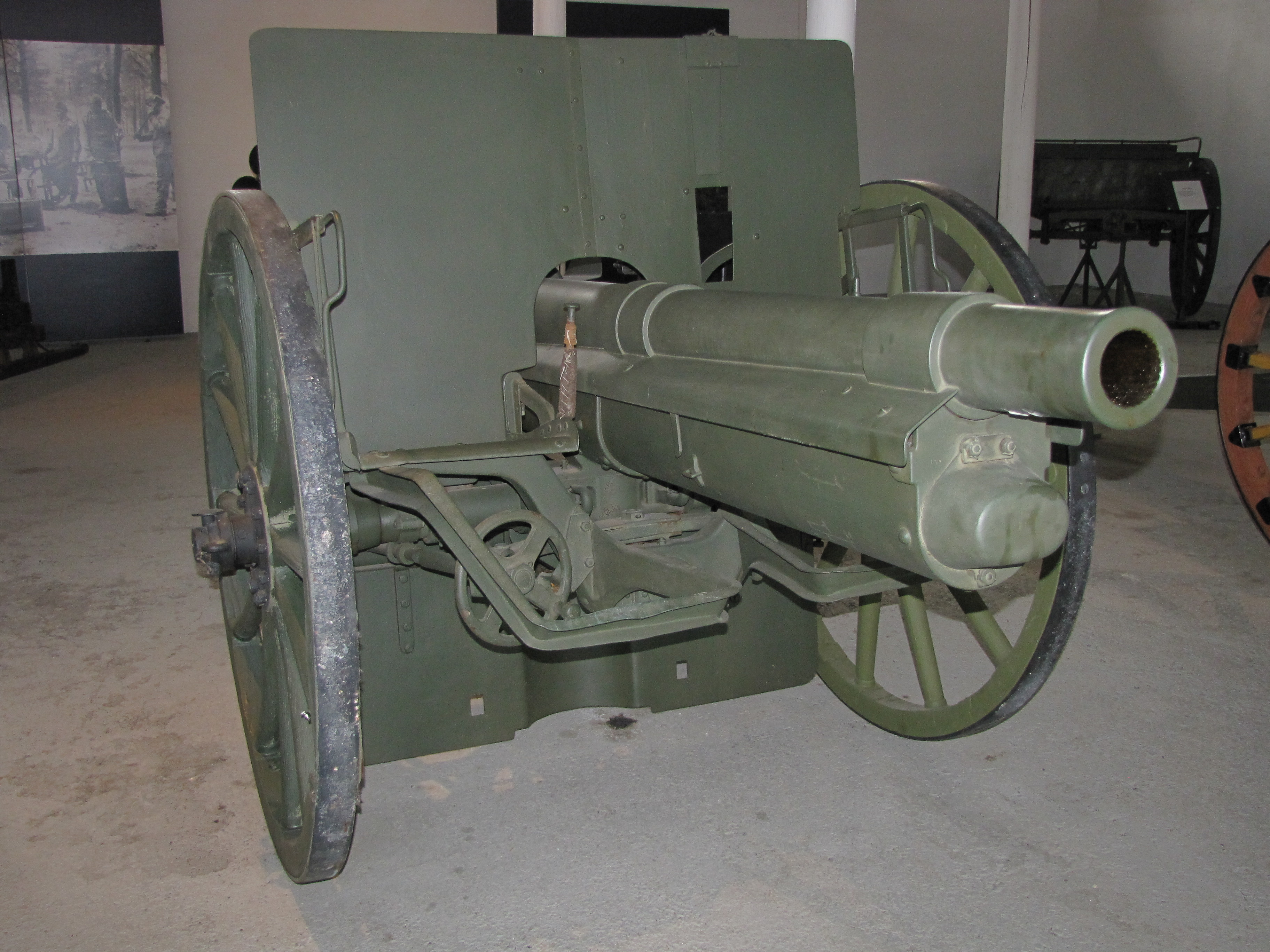
Widok od przodu, działo na kołach do trakcji konnej
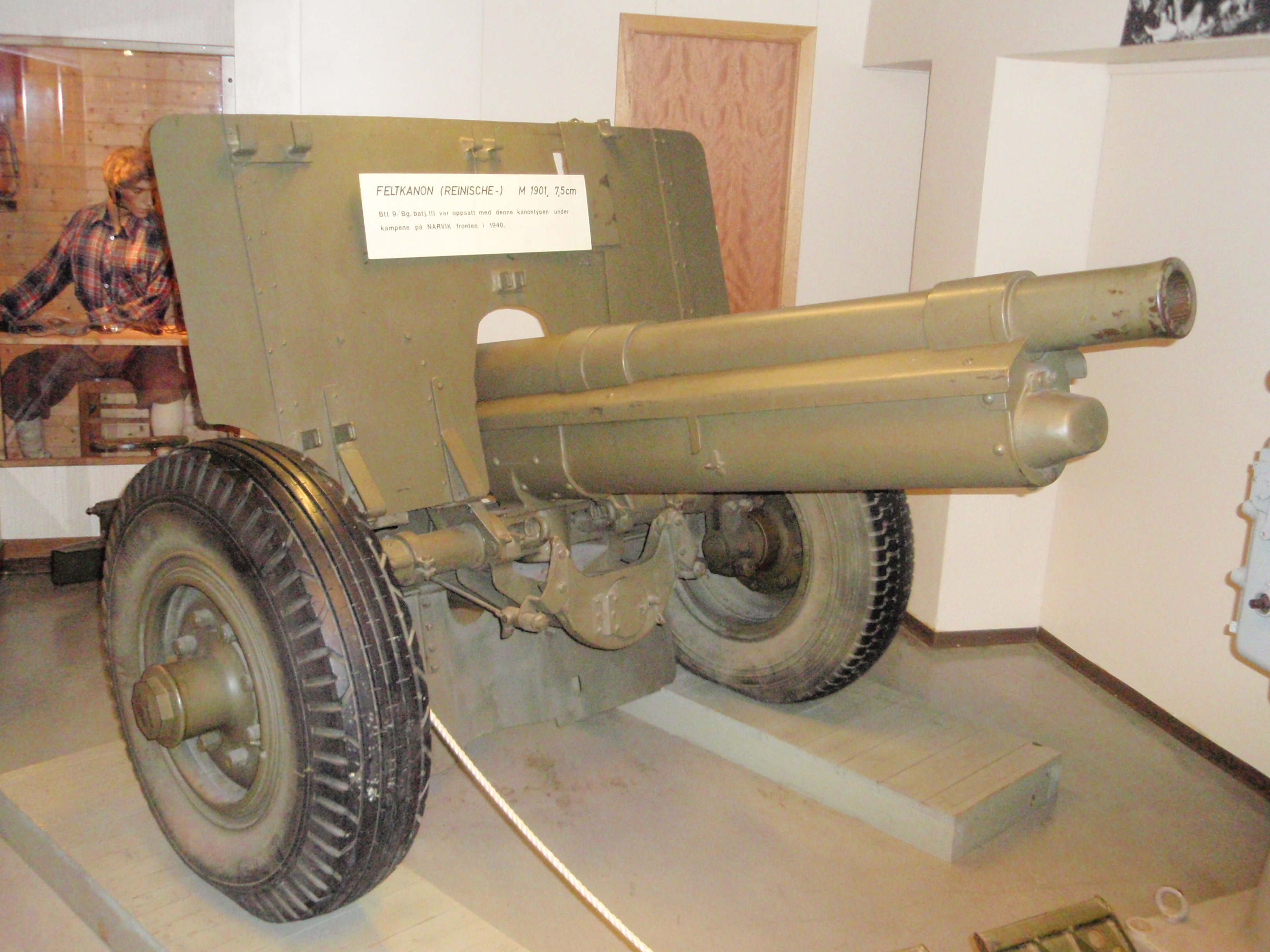
Działo przystosowane do trakcji motorowej
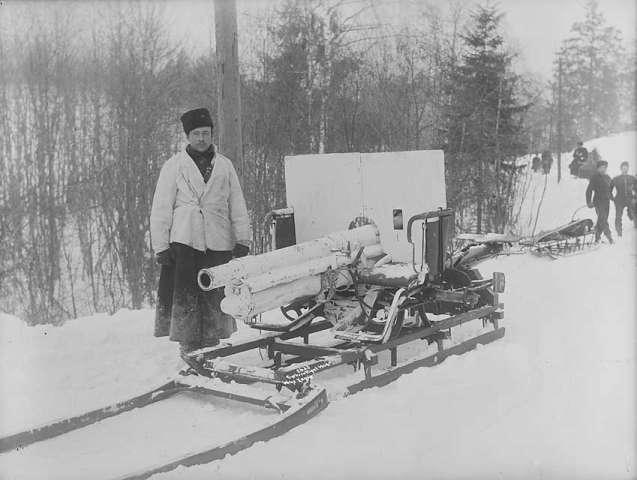
Działo na saniach podczas ćwiczeń zimowych